# Owen i Mzee

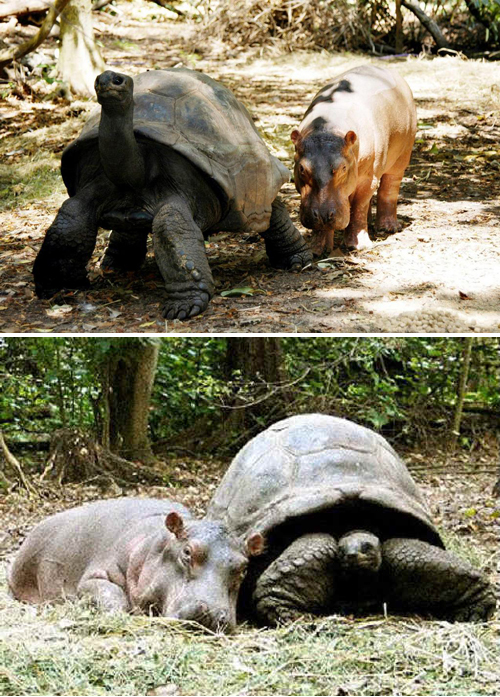
Owen i Mzee

Owen i Mzee – para zwierząt (hipopotam nilowy i żółw olbrzymi), które stanowiły atrakcję zoo Haller Park w pobliżu Mombasy.
Roczny hipopotam nilowy nazwany Owenem został dostarczony do Haller Park 27 grudnia 2004, po tsunami, wywołanym przez trzęsienie ziemi. Prawdopodobnie stado hipopotamów żerowało w okolicach ujścia rzeki Sadaki i młody osobnik został porwany przez fale i wyrzucony na rafę koralową. Został schwytany w sieci przez mieszkańców Malindi. Wyczerpany i odwodniony, został umieszczony w jednej zagrodzie ze 130-letnim żółwiem olbrzymim Mzee (Mzee w suahili oznacza starca). Szary kolor skorupy żółwia oraz jej okrągły kształt mógł przypominać Owenowi dorosłego hipopotama. Zwierzęta stały się nierozłączne, razem jadły i spały, stanowiąc atrakcję parku. Opiekunowie zwierząt zaobserwowali, że wykształciły one specyficzny sposób komunikacji. Owen przejawiał część zachowań bardziej charakterystycznych dla żółwi, niż hipopotamów – był aktywny w ciągu dnia, a nie nocą. Chętniej jadł liście i marchew, niż trawę, która jest typowym pożywieniem hipopotamów.
Owen początkowo ważył około 300 kg i był o jedną trzecią mniejszy od Mzee. Kiedy urósł, jego zachowanie i chęć zabawy mogły stać się niebezpieczne dla żółwia. Z tego względu opiekunowie zdecydowali się rozdzielić zwierzęta i wybudować dla Owena osobną zagrodę, w której zamieszkał wraz z samicą o imieniu Cleo. Niestety Cleo nie zaakceptowała Owena. Owen w chwili obecnej - październik 2018 r. - mieszka sam w osobnej zagrodzie w Haller Park k/ Mombasy. Mzee, która ma już ponad 130 lat też nadal mieszka w Haller Park - można ją spotkać samotnie spacerującą.  

## Książki
Na kanwie historii Owena i Mzee powstała seria książek, zapoczątkowanych przez Owen & Mzee: the true story of a remarkable friendship, napisanych przez nowojorskiego filantropa Craiga Hatkoffa, jego córkę Isabellę oraz Paulę Kahumbu z organizacji Lafarge Ecosystems, ilustrowana zdjęciami Petera Greste.
- Owen & Mzee: the true story of a remarkable friendship, Isabella Hatkoff, Paula Kahumbu, Peter Greste, 2006 ISBN 978-0-439-82973-1
- Owen & Mzee: the language of friendship, 2007, ISBN 978-0-439-93054-3

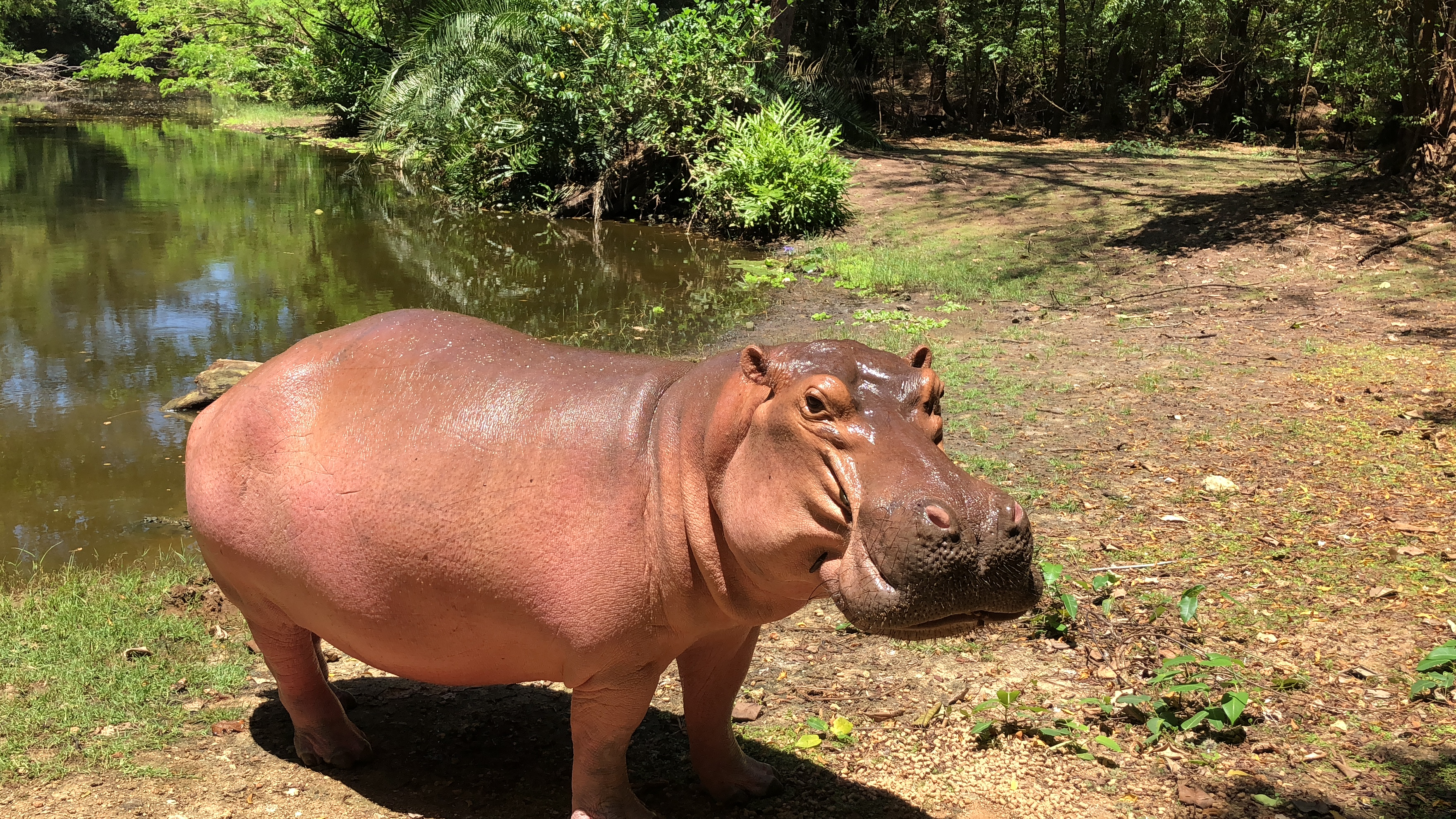
Owen obecnie

- Owen obecnieOwen & Mzee: best friends, 2007, ISBN 978-0-439-92872-4
- Owen and Mzee: a day together, 2008, ISBN 978-0-545-03766-2